# Ron Arad

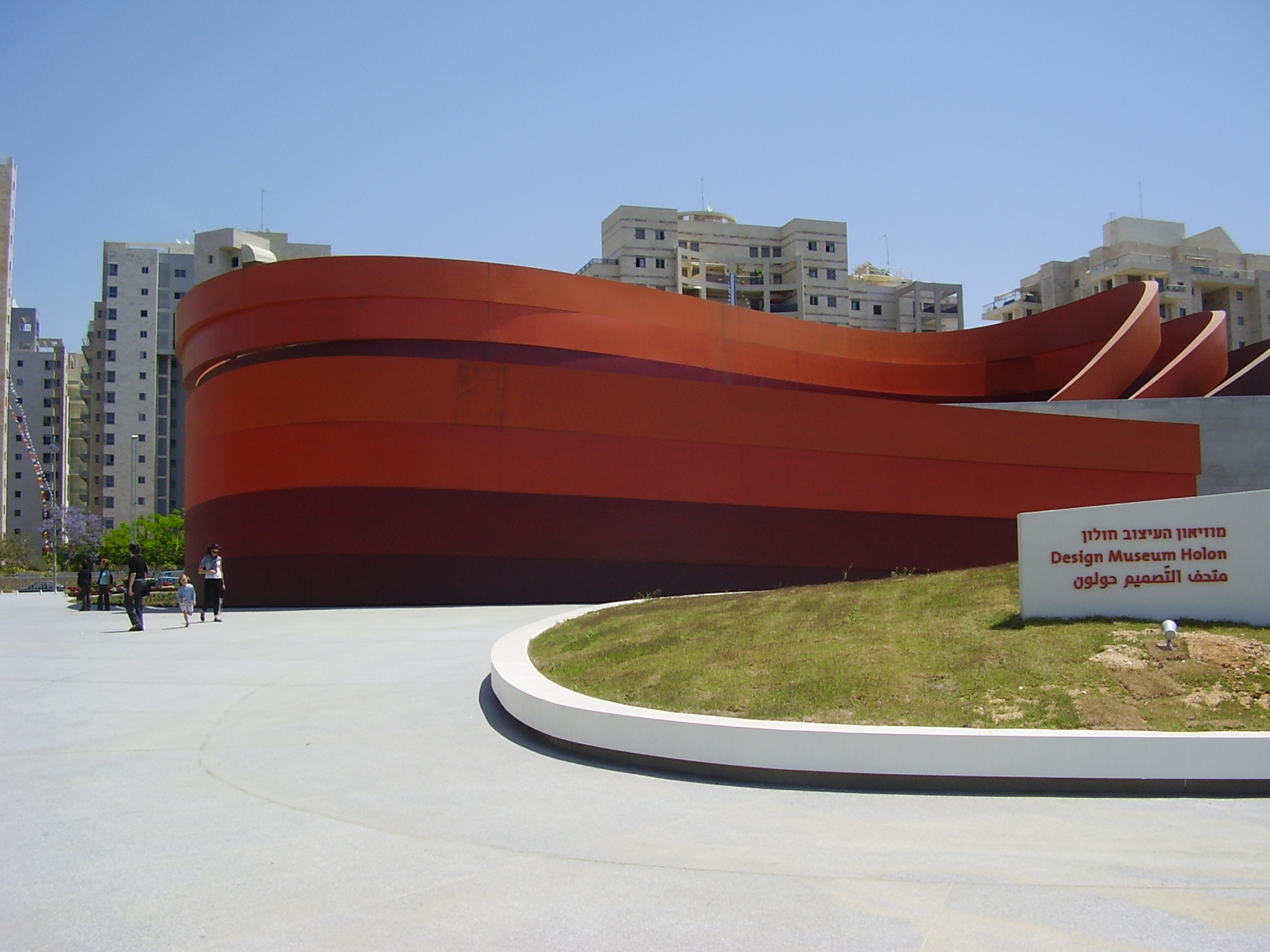
Museu del Disseny Holon

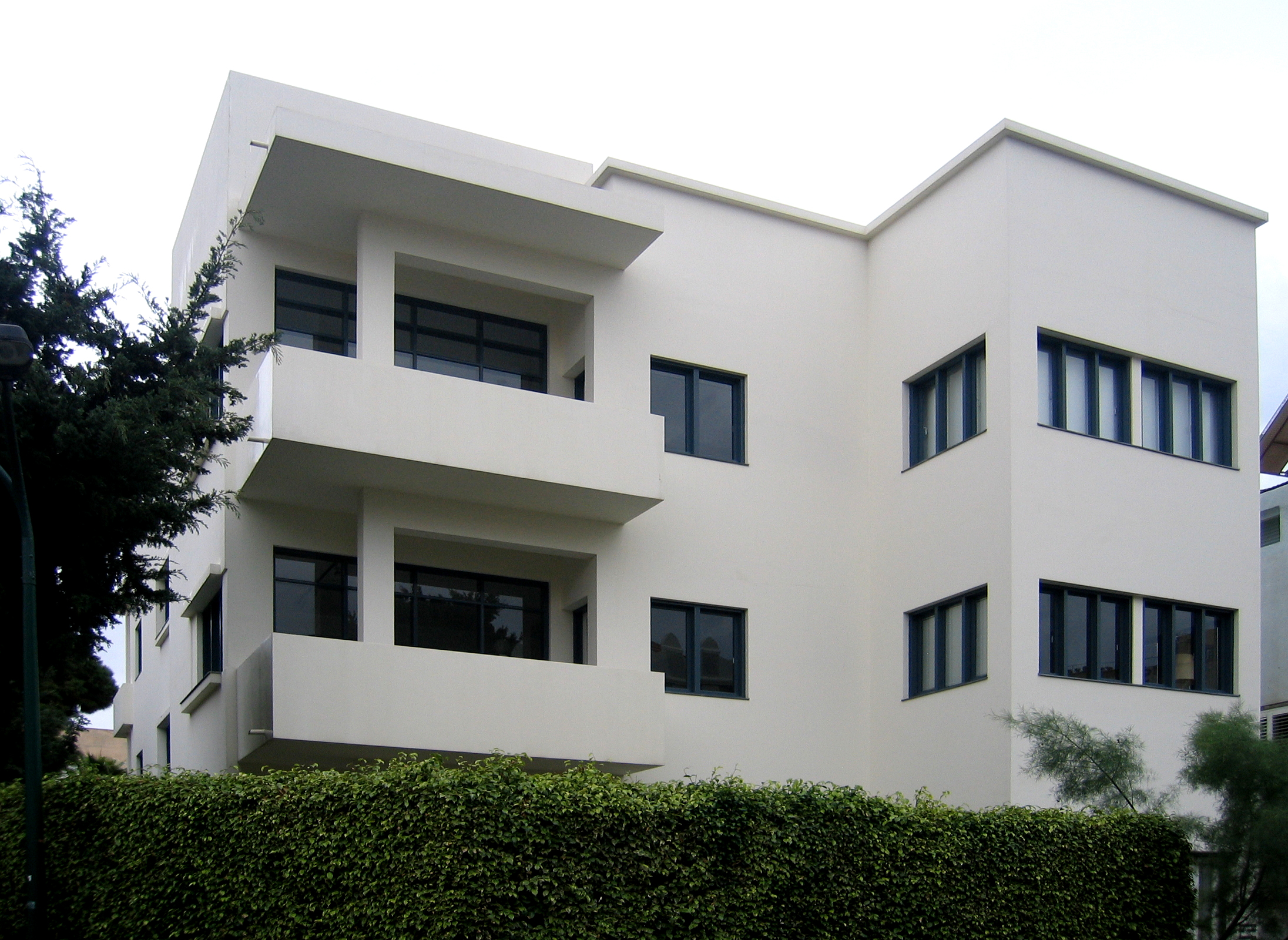
Bauhaus Museum - Tel-Aviv

Ron Arad (en hebreu, רון ארד) és un artista, arquitecte i dissenyador industrial nascut a Tel-Aviv el 1951.
Nascut el 1951 a Tel-Aviv (Israel), Ron Arad va estudiar a l'Acadèmia d'Art de Jerusalem. El 1973 es va instal·lar a Londres, on va estudiar a l'Art School of Architecture i va fundar l'estudi de disseny, tallers i “show-room” One Off Ltd. L'any 1989 va fundar l'empresa Ron Arad Associates. Fa deu anys que exerceix de professor de disseny industrial i mobiliari al Royal College of Art de Londres. Entre els premis i distincions que ha rebut, destaca el Premi Internacional de Disseny de Barcelona, que va rebre el 2001, en el marc de la Primavera del Disseny.
Ha treballat per a moltes companyies importants com ara Alessi, Vitra o Kartell. Dels seus treballs podem destacar la cadira amuntegable Tom VAC per a la companyia Vitra i la prestatgeria per a llibres, BookWorm, creada per Kartell.
Molts d'aquests disseny estan exposats en grans museus com ara el Metropolitan de Nova York, el Centre Georges Pompidou de París, el Victoria and Albert Museum de Londres i el Vitra Design Museum a Weil am Rhein (Alemanya).
El pla del Museu del Disseny Holon inaugurat el 2010 és en realitat el museu de disseny per primera vegada a Israel. El 2008 va dissenyar el Museu Bauhaus de Tel-Aviv.